# Leptochilus mesolobus
Leptochilus mesolobus är en stekelart som beskrevs av Parker 1966. Leptochilus mesolobus ingår i släktet Leptochilus och familjen Eumenidae. Inga underarter finns listade i Catalogue of Life.